# ФК Змај Макарска
ХНК Змај Макарска је хрватски фудбалски клуб из Макарске. Тренутно се такмичи у Трећој лиги Хрватске - Југ.

## Историја
НК Змај је основан 1921. године и никада није мењао име. Први председник клуба био је Тончи Вузио. Од 1993. до 1996. године клуб је носио спонзорско име НК Змај-Еурохерц.
Змај постаје члан сплитског подсавеза већ 1922. године. Године 1949. осваја куп Далмације. Три пута је био првак сплитског подсавеза. У сезони 1954/55. учествује у квалификацијама за улазак у 2. савезну лигу, али не успева. У сезони 1968/69. клуб остварује највећи успех играњем у тадашњој 2. савезној лиги - југ, али се ту задржао само једну сезону.
Од 1979. године Змај је био учесник јединствене далматинске лиге у којој се такмичи дуги низ година. Стварањем ХНЛ-а Змај је углавном био члан 2. ХНЛ и 3. ХНЛ, а у сезони 2003/04. чак и 1. ЖНЛ Сплитско далматинске.

## Стадион
Стадион на којем наступа НК Змај зове се Градски спортски центар, изграђен за потребе Медитеранских игара 1979. у Сплиту. Капацитет стадиона је око 3.000 гледалаца.

## Наступи у купу

### Куп Југославије
1948.
- 1. коло НК Змај Макарска - НК Цемент Солин 4:0
- 2. коло	НК Змај Макарска - НК Металац Загреб 0:4

1951.
- 1. коло ФК Вележ Мостар - НК Змај Макарска 3:0

## Познати бивши играчи
- Ален Бокшић
- Марио Царевић